# Cantharospermum geminiflorum
Cantharospermum geminiflorum là một loài thực vật có hoa trong họ Đậu. Loài này được (Dalzell) Raiz. miêu tả khoa học đầu tiên năm 1950.